# Ormslev Kirke
Ormslev Kirke er en kirke i byen Ormslev. Den vestlige del er oprindeligt opført af frådsten og rå kampesten uden egentlig sokkel. I sengotisk tid er den udvidet betydeligt, bl.a. med hvælvede korsarme, ligesom der blev bygget hvælvinger i selve kirkeskibet. Korsarmene er senere nedrevet, men der ses tydelige spor af dem i ydermurene. I de gotiske tilbygninger er byggematerialet munkesten.
Tårnet er tilføjet i reformationstiden, og hele kirken er grundigt ombygget i 1734.
Altertavlen er fra 1619 i renæssancestil, men med et nutidigt krucifiks. Prædikestolen er i senrenæssancestil fra cirka 1630
I kirken er der en romansk granitdøbefont.
- Kirken set udefra
- Kirken set udefra
- Altertavle
- Krucifiks
- Kirkens indre set mod alteret
- Tavle sat op inde i kirken

## Eksterne kilder og henvisninger
- Wikimedia Commons har flere filer relateret til Ormslev Kirke
- Mogens Skaaning Høegsberg og Martin Wangsgaard Jürgensen (2004): "Ormslev Kirke" Hikuin, redaktion og foto: Jens Vellev, ISBN 87-90814-30-4
- Ormslev Kirke hos danmarkskirker.natmus.dk (Danmarks Kirker, Nationalmuseet)
- Ormslev Kirke Arkiveret 31. januar 2011 hos  Wayback Machine hos nordenskirker.dk
- Ormslev Kirke hos KortTilKirken.dk